# Benito Martinez
Benito Martinez est un acteur américain d'origine guatémaltèque. Il est né le 28 juin 1971 à Albuquerque (Nouveau-Mexique, États-Unis).

## Biographie
Benito Martinez commence sa carrière dès le début des années 1990, avec quelques téléfilms et autres séries comme Zorro en 1992. En 1995, il décroche son premier grand rôle cinéma dans Alerte ! aux côtés de Dustin Hoffman, Rene Russo et Kevin Spacey. Il y incarne le Docteur Julio Ruiz. De là vont s’enchaîner quelques participations à d’autres téléfilms mais aussi des apparitions dans les séries du moment, à savoir X-Files ou encore Chicago Hope.
En 2000, Benito interprète Tybalt dans le téléfilm Roméo et Juliette puis passe en tant que vedette invitée dans NYPD Blue en 2001 le temps d’un épisode, ou bien encore dans Once and Again avec Billy Campbell et Sela Ward.
En 2002 à la télévision, il participe à Firefly puis est choisi pour devenir le capitaine David Aceveda dans la série The Shield aux côtés de Michael Chiklis et Walton Goggins (entre autres).
En 2004, alors qu’il tourne la saison 3 de The Shield, Benito passe par la case cinéma et Saw où il joue Brett, l’avocat du Dr Lawrence Gordon. La même année, il apparaît en tant que personnage secondaire et mystérieux dans le film Million Dollar Baby de Clint Eastwood. Il continue à jouer dans The Shield jusqu'en 2008 et se permet quelques rôles secondaires dans Monk, Numb3rs, Bones ou encore quelques épisodes de The Unit dans lesquels il interprète le président Américain. Depuis, il a tourné dans la saison 8 de 24 où il incarnait le personnage de Victor Aruz aux côtés de Kiefer Sutherland et dans House of Cards (2013-2015), où il incarnait Hector Mendoza.
En 2017, il a joué aux côtés de Courtney Love dans le téléfilm américain Menendez: Blood brothers dans lequel ils ont interprété les époux Jose et Kitty Menendez, dont les assassinats par leurs deux fils sont devenus un fait divers qui a marqué l'Amérique. Puis il a joué avec Tom Cruise dans le film Barry Seal: American Traffic. Plus récemment, il a fait des apparitions dans les séries télévisées New York, unité spéciale et Shooter.

### Vie privée
Benito Martinez a deux sœurs aînées : Patrice Martinez et Benita Andre, toutes deux actrices.

## Filmographie

### Cinéma
- 1993 : Sunset Grill de Kevin Connor : Guillermo
- 1995 : Rêves de famille (My Family) de Gregory Nava : Paco (jeune)
- 1995 :  Ballistic de Kim Bass : Chef de gang
- 1995 : Alerte ! de Wolfgang Petersen : Dr Julio Ruiz
- 2002 : New Suit de François Velle : Juan
- 2004 : Million Dollar Baby de Clint Eastwood : le manager de Billie
- 2004 : Saw de James Wan : Brett
- 2006 : Complot à la Maison-Blanche (End Game) d'Andy Cheng : Peter Ramsey
- 2006 : Kill Your Darlings (en) : Officier Jones
- 2009 : Not Forgotten de Dror Soref (en) : Détective Sanchez
- 2010 : The Dry Land (en) : David Valdez
- 2010 : No Limit (Unthinkable) : Alvarez
- 2010 : Mandrake (téléfilm) : Harry Vargas
- 2010 : Le Secret d'Eva (téléfilm Lies in Plain Sight) : Hector Delgado
- 2013 : Bless me, Ultima (en) : Gabriel Marez
- 2014 : Beyond the Lights de Gina Prince-Bythewood : Jesse Soria
- 2017 : Menendez: Blood Brothers (en) (téléfilm) : Jose Menendez
- 2017 : Barry Seal: American Traffic (American Made) de Doug Liman : James Rangel
- 2019 : Queen and Slim de Melina Matsoukas
- 2024 : Carry-On de Jaume Collet-Serra

### Télévision
- 1990 - 1992 : Zorro : Jose Maceas
- 1993 : Star trek : la nouvelle génération : Salazar (saison 7, épisode 1)
- 1994 : Chicago Hope :
- 1998 : X-Files : Aux frontières du réel : Le Prêtre (saison 6, épisode 1)
- 1999 : Les Dessous de Palm Beach : Cesar Lobo (saison 8, épisode 16)
- 2000 : Roméo et Juliette : Tybalt
- 2001 : NYPD Blues : Lieutenant Gomez (saison 8, épisode 8)
- 2001 : Deuxième chance (Once and Again) : Raoul (Saison 3, épisode 7)
- 2002 : Firefly : Corbin
- 2002 - 2008 : The Shield : Capitaine David Aceveda
- 2003 : Karen Sisco : Ed Fuentes (Saison 1, épisode 1)
- 2004 : Monk : Juré n° 7 (Saison 4, épisode 16)
- 2006 : Numb3rs : Arthur Ruiz (saison 3, épisode 3)
- 2006 : Bones : Thomas Vega (saison 2, épisode 9)
- 2007 : Standoff : Sénateur Espinosa (Saison 1, épisode 17)
- 2008 : Shark : Agent Juarez (Saison 2, épisode 16)
- 2008 : The Unit : Président Benjamin Castillo
- 2009 : Forgotten : Chef de la police

- 2009 : 24 : Victor Aruz (saison 8, épisode 1)
- 2009 - 2010 : Saving Grace : Ronnie Rodriguez
- 2010 : Burn Notice : David (saison 4, épisode 5)
- 2010 : Lie to me : Charlie Sheridan (saison 1, épisode 19)
- 2011 : Covert Affairs : Jorge (Saison 2, épisode 4)
- 2011 : Torchwood : Capitaine Santos (Saison 4, épisode 10)
- 2011 - 2012 : Supernatural : Edgar / Un Léviathan
- 2011 - 2012 : Sons of Anarchy : Luis Torres
- 2012 : Major Crimes : Javier Ramirez (saison 1, épisode 6)
- 2013 : NCIS: Los Angeles : Gonzalo Vargas (saison 4, épisode 11)
- 2013 : Castle : Agent Sam Walker (saison 5, épisode 18)
- 2013 : Dallas : Officier (Saison 2, épisode 15)
- 2013 : Almost Human : Capitaine Alexio Barros (Saison 1, épisode 4)
- 2014 : Les Experts : Gabriel Ortiz (Saison 14, épisode 14)
- 2014 : The Mentalist : Commander Delgado (Saison 6, épisode 13)
- 2014 : Graceland : Alfredo Armas (Saison 2, épisode 2)
- 2013 - 2015 : House of Cards (série télévisée) : Hector Mendoza
- 2015 : Code Black : Steve Jasso (saison 1, épisode 6)
- 2015 : Esprits criminels : chef Raul Montoya
- 2015 : American Crime (série télévisée) : Alonzo Gutierrez (saison 1), Dominic Calderon (saison 2), Luis Salazar (saison 3)
- 2016 - 2017 : Blacklist : Sénateur puis Président Robert Diaz
- 2016 - 2018 : Murders : Todd Denver
- 2017 : The Leftovers (série télévisée) : Arturo (saison 3, épisode 5)
- 2018 : New York, unité spéciale : Santino Rojas (saison 19, épisode 24)
- 2018 : Shooter : Président Alvarez (saison 3, épisode 12)
- 2019 : 13 Reasons Why : Shériff Daughtry  (Saison 3)
- 2021 : On My Block : Lil Ricky (Saison 4)
- 2021 :  9-1-1: Lone Star : (série télévisée) : Gabriel Reyes (saison 2 et 4, invité saison 3)
- 2025 : New York, police judiciaire : Juge William Moscatello (saison 24, épisode 16)

## Voix françaises
En France, Stéphane Bazin est la voix régulière de Benito Martinez depuis 2002.
| - Stéphane Bazin dans : - The Shield (série télévisée) - Monk (série télévisée) - Numb3rs (série télévisée) - Bones (série télévisée) - The Unit : Commando d'élite (série télévisée) - Burn Notice (série télévisée) - Lie to Me (série télévisée) - Le Secret d'Eva (téléfilm) - Sons of Anarchy (série télévisée) - NCIS : Los Angeles (série télévisée) - House of Cards (série télévisée) - Code Black (série télévisée) - American Crime (série télévisée) - Murder (série télévisée) - The Leftovers (série télévisée) - Barry Seal: American Traffic - New York, unité spéciale (série télévisée) - Shooter (série télévisée) - Jack Ryan (série télévisée) - Queen and Slim - Carry-On | Et aussi - Gilles Morvan dans Million Dollar Baby - Olivier Cordina dans Saving Grace (série télévisée) - Jérôme Keen dans Mandrake (téléfilm) - Paul Borne dans Battlefield Hardline (jeu vidéo) - Loïc Houdré dans Blacklist (série télévisée) - Emmanuel Gradi dans 13 Reasons Why (série télévisée) - Guillaume Lebon dans S.W.A.T. (série télévisée) - Marc-Antoine Frédéric dans 9-1-1: Lone Star (série télévisée) |

## Jeux vidéo
- 2013 : Army of Two : Le Cartel du diable : Esteban Bautista
- 2015 : Battlefield Hardline : Capitaine Julian Dawes